# Bongwater
Bongwater är en amerikansk film från 1997 regisserad av Richard Sears. Filmen baseras på Michael Hornburgs roman med samma namn.

## Handling
David förälskar sig i Serena, men hon reser till New York med Tommy. David vill att hon ska komma tillbaka.

## Om filmen
Filmen är inspelad i Los Angeles, New York, Portland och Vancouver.

## Rollista
- Luke Wilson – David
- Alicia Witt – Serena
- Amy Locane – Jennifer
- Brittany Murphy – Mary
- Jack Black – Devlin
- Andy Dick – Tony
- Jeremy Sisto – Robert
- Jamie Kennedy – Tommy
- Scott Caan – Bobby
- Christian J. Meoli – Tobo
- George Kuchar – hemlös man
- Patricia Wettig – mamma
- Michael Artura – polis
- Scott Anthony Ferguson – brandman
- Kyle Gass – gitarrspelare
- Muffy – strippa
- Bronson Van Wyck – bartender
- Jocelyne Kelly

### Webbkällor
- Bongwater på Internet Movie Database (engelska)